# Diana Wilkinson
Diana Elizabeth Wilkinson (ur. 17 marca 1944 w Stockport) – brytyjska pływaczka specjalizująca się głównie w stylu dowolnym i zmiennym, reprezentantka Wielkiej Brytanii podczas Mistrzostw Europy w Pływaniu w 1958 w Budapeszcie i 1962 w Lipsku. Była także reprezentantką swojego kraju podczas Letnich Igrzysk Olimpijskich w 1960 w Rzymie i 1964 w Tokio.

## Życiorys
Diana Wilkinson urodziła się 17 marca 1944 w Stockport. Swoją karierę sportową jako pływaczka rozpoczęła w 1958 roku w wieku 14 lat, występując po raz pierwszy na Mistrzostwach Europy w Pływaniu w Budapeszcie, zdobywając srebrny medal w sztafecie 4 × 100 m metrów stylem dowolnym razem z Judy Grinham, Elspeth Ferguson i Judith Samueli z czasem 4:24.2 sek. oraz brązowy w sztafecie 4 × 100 m metrów stylem zmiennym razem z Judy Grinham, Anitą Lonsbrough i Christine Gosden z czasem 4:54.3 sek.
W 1960 roku reprezentowała Wielką Brytanię podczas Letnich Igrzysk Olimpijskich w Rzymie.
W 1962 roku pojawiła się na Mistrzostwach Europy w Pływaniu w Lipsku, zdobywając dwa srebrne medale w dyscyplinie na 100 metrów stylem dowolnym i w sztafecie 4 × 100 m metrów stylem dowolnym razem z Lindą Amos, Adrienne Brenner i Jennifer Thompson z czasem 4:16.3 sek. oraz brązowy w sztafecie na 4 × 100 m metrów stylem zmiennym razem z Lindą Ludgrove, Anitą Lonsbrough i Mary-Anne Cotterill z czasem 4:46.2 sek.
W 1964 roku po raz kolejny reprezentowała Wielką Brytanię podczas Letnich Igrzysk Olimpijskich w Tokio.